# Llista de topònims de Roda de Ter
Llista de topònims (noms propis de lloc) del municipi de Roda de Ter, a Osona
Informació actualitzada per un bot. Els canvis manuals es perdran quan s'actualitzi!

## casa
| imatge | Nom                                  | Ubicat a    | instància de | Detalls                                                       | coordenades                                                                                      | Protecció                                  | Commons (més fotos)                    | Dades a WD                    |
| ------ | ------------------------------------ | ----------- | ------------ | ------------------------------------------------------------- | ------------------------------------------------------------------------------------------------ | ------------------------------------------ | -------------------------------------- | ----------------------------- |
|        | can Bracons                          | Roda de Ter | casa         | Estil: noucentisme 20th century                               | 41° 58′ 49″ N, 2° 18′ 33″ E / 41.9802°N,2.30914°E ca:Carrer d'en Pere Almeda, 11 446 msnm        | bé integrant del patrimoni cultural català | Can Bracons                            | Modifica les dades a Wikidata |
|        | casa Bac de Roda                     | Roda de Ter | casa         | Estil: arquitectura barroca arquitectura popular 17th century | 41° 58′ 51″ N, 2° 18′ 35″ E / 41.98084°N,2.30961°E ca:Plaça Major, 12 450 msnm                   | bé cultural d'interès local                | Casa Bac de Roda                       | Modifica les dades a Wikidata |
|        | casa a la plaça Major, 2 bis         | Roda de Ter | casa         | Estil: arquitectura modernista 20th century                   | 41° 58′ 50″ N, 2° 18′ 33″ E / 41.980555555556°N,2.3091666666667°E ca:Plaça Major, 2 bis 450 msnm | bé integrant del patrimoni cultural català | Casa a la plaça Major, 2 bis           | Modifica les dades a Wikidata |
|        | casa a la plaça Major, 5             | Roda de Ter | casa         | Estil: noucentisme 19th century                               | 41° 58′ 50″ N, 2° 18′ 33″ E / 41.98069°N,2.30907°E ca:Plaça Major, 5 450 msnm                    | bé integrant del patrimoni cultural català | Casa a la plaça Major, 5 (Roda de Ter) | Modifica les dades a Wikidata |
|        | casa a la plaça Major, 9             | Roda de Ter | casa         | Estil: arquitectura modernista                                | 41° 58′ 51″ N, 2° 18′ 33″ E / 41.980833333333°N,2.3091666666667°E ca:Plaça Major, 9 450 msnm     | bé integrant del patrimoni cultural català | Casa a la plaça Major, 9 (Roda de Ter) | Modifica les dades a Wikidata |
|        | casa al carrer d'en Bac de Roda, 15  | Roda de Ter | casa         | Estil: academicisme 20th century                              | 41° 58′ 55″ N, 2° 18′ 33″ E / 41.98191°N,2.30926°E ca:Carrer d'en Bac de Roda, 15 447 msnm       | bé integrant del patrimoni cultural català | Casa al carrer d'en Bac de Roda, 15    | Modifica les dades a Wikidata |
|        | casa al carrer d'en Bac de Roda, 2-4 | Roda de Ter | casa         | Estil: arquitectura eclèctica 20th century                    | 41° 58′ 52″ N, 2° 18′ 33″ E / 41.98124°N,2.30929°E ca:Carrer d'en Bac de Roda, 2-4 450 msnm      | bé integrant del patrimoni cultural català | Casa al carrer d'en Bac de Roda, 2-4   | Modifica les dades a Wikidata |
|        | casa al carrer d'en Pere Almeda, 6   | Roda de Ter | casa         | Estil: noucentisme 20th century                               | 41° 58′ 49″ N, 2° 18′ 32″ E / 41.98037°N,2.309°E ca:Carrer d'en Pere Almeda, 6 406 msnm          | bé integrant del patrimoni cultural català | Casa al carrer d'en Pere Almeda, 6     | Modifica les dades a Wikidata |

## edifici
| imatge | Nom                                               | Ubicat a    | instància de | Detalls                                     | coordenades                                                                                                   | Protecció                                  | Commons (més fotos)                               | Dades a WD                    |
| ------ | ------------------------------------------------- | ----------- | ------------ | ------------------------------------------- | --- | ------------------------------------------ | ------------------------------------------------- | ----------------------------- |
|        | Garatge de Roda de Ter                            | Roda de Ter | edifici      | Estil: noucentisme                          | | bé integrant del patrimoni cultural català |                                                   | Modifica les dades a Wikidata |
|        | antiga caserna de la Guàrdia Civil de Roda de Ter | Roda de Ter | edifici      | Estil: arquitectura popular 20th century    | 41° 58′ 38″ N, 2° 18′ 46″ E / 41.97709°N,2.31278°E ca:Av. de Pere Baurier 469 msnm                            | bé cultural d'interès local                | Antiga caserna de la Guàrdia Civil de Roda de Ter | Modifica les dades a Wikidata |
|        | teatre Eliseu                                     | Roda de Ter | edifici      | Estil: arquitectura modernista 20th century | 41° 58′ 53″ N, 2° 18′ 33″ E / 41.981388888889°N,2.3091666666667°E ca:Carrer del Bac de Roda, 1-1 bis 447 msnm | bé integrant del patrimoni cultural català | Teatre Eliseu                                     | Modifica les dades a Wikidata |

## entitat singular de població
| imatge | Nom                | Ubicat a    | instància de                                                                   | Detalls  | coordenades                                                                | Protecció | Commons (més fotos) | Dades a WD                    |
| ------ | ------------------ | ----------- | ------------------------------------------------------------------------------ | -------- | -------------------------------------------------------------------------- | --------- | ------------------- | ----------------------------- |
|        | Roda de Ter        | Roda de Ter | entitat singular de població capital municipal ens local històric de Catalunya | 6567 hab | 41° 59′ 02″ N, 2° 18′ 38″ E / 41.98389922°N,2.31045051°E 453 msnm          |           |                     | Modifica les dades a Wikidata |
|        | els Pèlics         | Roda de Ter | entitat singular de població                                                   | 227 hab  | 41° 59′ 17″ N, 2° 19′ 09″ E / 41.9880024°N,2.3192278°E 467 msnm            |           |                     | Modifica les dades a Wikidata |
|        | la Creu de Codines | Roda de Ter | entitat singular de població                                                   | 89 hab   | 41° 58′ 19″ N, 2° 17′ 57″ E / 41.9719103989289°N,2.299142822333°E 464 msnm |           |                     | Modifica les dades a Wikidata |

## església
| imatge | Nom                          | Ubicat a    | instància de | Detalls                                  | coordenades                                                                 | Protecció                                  | Commons (més fotos)          | Dades a WD                    |
| ------ | ---------------------------- | ----------- | ------------ | ---------------------------------------- | --------------------------------------------------------------------------- | ------------------------------------------ | ---------------------------- | ----------------------------- |
|        | Sant Pere de Roda de Ter     | Roda de Ter | església     | Estil: barroc                            | 41° 58′ 48″ N, 2° 18′ 32″ E / 41.98°N,2.30901°E                             | bé integrant del patrimoni cultural català | Sant Pere de Roda de Ter     | Modifica les dades a Wikidata |
|        | Santa Maria del Sòl del Pont | Roda de Ter | església     | Estil: arquitectura barroca 18th century | 41° 58′ 48″ N, 2° 18′ 26″ E / 41.97988°N,2.30714°E ca:Sòl del Pont 436 msnm | bé integrant del patrimoni cultural català | Santa Maria del Sòl del Pont | Modifica les dades a Wikidata |

## pont
| imatge | Nom               | Ubicat a    | instància de | Detalls                                                                    | coordenades                                                         | Protecció                                  | Commons (més fotos) | Dades a WD                    |
| ------ | ----------------- | ----------- | ------------ | -------------------------------------------------------------------------- | ------------------------------------------------------------------- | ------------------------------------------ | ------------------- | ----------------------------- |
|        | Pont Vell         | Roda de Ter | pont         |                                                                            | 41° 56′ 41″ N, 2° 18′ 30″ E / 41.9447652804819°N,2.30821087861544°E |                                            |                     | Modifica les dades a Wikidata |
|        | pont Vell de Roda | Roda de Ter | pont         | Estil: arquitectura gòtica arquitectura popular 14th century Travessa: Ter | 41° 58′ 48″ N, 2° 18′ 29″ E / 41.98009°N,2.30813°E 441 msnm         | bé integrant del patrimoni cultural català | Pont Vell de Roda   | Modifica les dades a Wikidata |

## Misc
| imatge | Nom                                                     | Ubicat a                                  | instància de               | Detalls                                                 | coordenades                                                                                             | Protecció                                  | Commons (més fotos) | Dades a WD                    |
| ------ | ------------------------------------------------------- | ----------------------------------------- | -------------------------- | ------------------------------------------------------- | --- | ------------------------------------------ | ------------------- | ----------------------------- |
|        | Casa de la Vila de Roda                                 | Roda de Ter                               | casa consistorial          | Estil: arquitectura eclèctica 20th century              | 41° 58′ 50″ N, 2° 18′ 34″ E / 41.98064°N,2.30934°E ca:Plaça Major, 4 450 msnm                           | bé integrant del patrimoni cultural català | Ajuntament de Roda  | Modifica les dades a Wikidata |
|        | Cementiri de Roda de Ter                                | Roda de Ter                               | cementiri municipal        |                                                         | |                                            |                     | Modifica les dades a Wikidata |
|        | Polígon industrial El Puig Vell                         | Roda de Ter                               | polígon industrial         |                                                         | 41° 58′ 20″ N, 2° 18′ 15″ E / 41.9722825094535°N,2.30405098553187°E                                     |                                            |                     | Modifica les dades a Wikidata |
|        | Ter                                                     | Ripollès Osona Selva Gironès Baix Empordà | curs d'aigua riu principal | Desemboca: mar Mediterrània Llarg: 208km Conca: 3010km² | 42° 25′ 40″ N, 2° 15′ 24″ E / 42.427778°N,2.256667°E 42° 01′ 24″ N, 3° 11′ 31″ E / 42.02347°N,3.19187°E |                                            | Ter River           | Modifica les dades a Wikidata |
|        | el Puig                                                 | Roda de Ter                               | masia                      |                                                         | 41° 58′ 26″ N, 2° 18′ 21″ E / 41.974015°N,2.30578°E                                                     |                                            |                     | Modifica les dades a Wikidata |
|        | fàbrica la Blava                                        | Roda de Ter                               | edifici industrial         | Estil: arquitectura popular 1925                        | 41° 58′ 38″ N, 2° 18′ 28″ E / 41.97709°N,2.30788°E ca:Costa del Ter, 17 427 msnm                        | bé integrant del patrimoni cultural català | Fàbrica la Blava    | Modifica les dades a Wikidata |
|        | Àrea de Recerca Experimental Arqueològica de l'Esquerda | Roda de Ter                               | jaciment arqueològic       |                                                         | 41° 59′ 00″ N, 2° 18′ 00″ E / 41.983333333333334°N,2.3°E                                                |                                            |                     | Modifica les dades a Wikidata |